# Phare de New Point Comfort
Le phare de New Point Comfort (en anglais : New Point Comfort Light), est un phare situé au large de la Middle Peninsula (en), dans la baie de Chesapeake, comté de Mathews en Virginie.
Il est inscrit au Registre national des lieux historiques depuis le 1er mars 1973 sous le n° 73002037 et inscrit au Virginia Landmarks Register le 20 juin 1972.

## Historique
New Point Comfort (en) est l'un des quatre emplacements de la baie de Chesapeake désignés pour la construction d'un phare par le gouvernement fédéral nouvellement formé. En 1801, des fonds ont été affectés à sa construction, ainsi qu'au phare de Smith Point. Les deux ont été construits par Elzy Burroughs (en) , qui a également construit le phare de Old Point Comfort, qui est presque le jumeau de celui-ci. L'implication de son constructeur s'est toutefois étendue au-delà. À l’époque, New Point Comfort était une petite île séparée de la ligne principale par un passage étroit appelé Deep Creek. Un différend avec le propriétaire de l’île sur la portion nécessaire à la lumière a tout d’abord débouché sur un crédit supplémentaire. Mais ensuite, Burroughs a acheté toute l'île et a vendu au gouvernement les quelques hectares nécessaires pour le phare. Sa décision de sous-traiter la construction de la maison du gardien s'est avérée imprudente et le sous-traitant est tombé malade et n'a pas pu terminer la maison. Finalement, Burroughs fut lui-même nommé gardien, poste qu'il occupa pendant dix ans.
Pendant la Guerre anglo-américaine de 1812 les forces britanniques ont détruit la lanterne du phare et la maison du gardien. Burroughs fut rappelé pour reconstruire la maison. C’est également lui qui a fait les premiers travaux contre l’érosion qui menaçait déjà le phare en aménageant un fossé bordé de tas de débris autour de la tour. La lumière a été éteinte à nouveau pendant la guerre civile , mais les dégâts à cette époque furent relativement légers. À ce moment-là, une lentille de Fresnel de quatrième ordre a été installée. La lumière a été transformée pour une alimentation à l'acétylène en 1919 et entièrement automatisée en 1930. Dans l'intervalle, la maison du gardien a été démolie et la lumière maintenue avec des visites occasionnelles de maintenance.
L'érosion était un problème constant. En 1839, il était déjà nécessaire d'utiliser un bateau pour atteindre le feu. Le 1933 Chesapeake–Potomac hurricane (en) a finalement traversé l’île et laissé la tour sur une petite parcelle isolée du reste de l’île. En même temps, le soulèvement du terrain au sud du phare l'a rendu inutilisable en tant que marqueur. Il a été remplacé par une balise en mer en 1963 et désactivé.
Le phare New Point Comfort a été l'un des premiers bénéficiaires des efforts de conservation. Il a été transféré au comté de Mathews en 1975, trois ans après son inscription au registre national des lieux historiques. Le phare a été rénové en 1989 et réactivé en 1999. En 2001, le comté a créé un groupe de travail chargé de veiller à la préservation du phare. En 2012, une subvention a permis de financer la construction d'une barrière de roche élargie afin de protéger la structure. En 2016, une autre subvention a été utilisée pour remplacer le quai d'accès endommagé par la tempête. La tour est toujours debout, entourée d'eau, visible depuis une passerelle construite à la pointe sud du comté.

## Description
Le phare   est une tour octogonale en grès avec lanterne et galerie de 18 m de haut. Le phare est blanc et la lanterne est noire.
Il émet, à une hauteur focale de 17,5 m, une lumière blanche  fixe. Sa portée est de 13 milles nautiques (environ 21 km).
Identifiant : ARLHS : USA-543 .

### Lien connexe
- Liste des phares en Virginie